# 克拉马托尔斯克区
克拉马托尔斯克区（羅馬化：Kramatorskyi raion）是乌克兰顿涅茨克州的一个区，在2020年7月乌克兰行政区划改革时成立。该区的行政中心为克拉馬托爾斯克，面积为5,186.3平方公里，2022年人口估计为543,371。

## 行政区划
克拉马托尔斯克区下分12个市镇：
- 安德里伊夫卡市镇（乡级）
- 德鲁日基夫卡市镇（市级）
- 伊利尼夫卡市镇（乡级）
- 康斯坦丁尼夫卡市镇（市级）
- 克拉马托尔斯克市镇（市级）
- 利曼市镇（市级）
- 尼古拉耶夫卡市镇（市级）
- 新顿涅茨凯市镇（镇级）
- 亚历山德里夫卡市镇（镇级）
- 斯维亚托希尔斯克市镇（市级）
- 斯洛维扬斯克市镇（市级）
- 切尔卡斯凯市镇（镇级）